# Johannes Hendrik van Wessem
Johannes Hendrik van Wessem (Utrecht, 17 april 1872 - Bussum, 27 augustus 1933) was een Nederlandse burgemeester.

## Leven en werk
Van Wessem was een zoon van kantonrechter Pieter van Wessem en Pauline Jeanne Rocquette.
Op 15 juli 1899 werd Van Wessem op 27-jarige leeftijd benoemd tot burgemeester van de Brabantse gemeente Meeuwen, Hill en Babyloniënbroek om op 3 augustus datzelfde jaar in deze functie te worden geïnstalleerd. Daarmee was hij op dat moment de jongste burgemeester van Nederland. In 1900 aanvaardde hij tevens de functie van secretaris van dezelfde gemeente. Beide functies vervulde hij tot 1905.
Met ingang van 15 mei 1905 werd Van Wessem benoemd tot burgemeester van Geldermalsen. Deze functie vervulde hij tot 1912.
Op 19 februari 1903 trouwde Van Wessem met Gerardina Antoinetta de Fielliettaz Goethart uit Apeldoorn. Volgens het Nieuwsblad Heusden en Altena werd het huwelijk in Meeuwen, Hill en Babyloniënbroek uitbundig gevierd. De echtgenote van Van Wessem stierf op 25 juni 1931 in Arnhem. Hijzelf stierf twee jaar later op 61-jarige leeftijd in Bussum.